# جک بلیک
جک بلیک (انگلیسی: Jack Blake؛ زادهٔ ۲۲ سپتامبر ۱۹۹۴) بازیکن فوتبال اهل بریتانیا است.
از باشگاه‌هایی که در آن بازی کرده‌است می‌توان به باشگاه فوتبال منزفیلد تاون و باشگاه فوتبال ناتینگهام فارست اشاره کرد.
وی همچنین در تیم ملی فوتبال Scotland U19 بازی کرده‌است.